# Massawa
Massawa là một thành phố ở vùng Bắc Biển Đỏ của Eritrea, nằm gần quần đảo Dahlak.

## Địa lý

### Khí hậu
Massawa có khí hậu sa mạc nóng (phân loại khí hậu Köppen BWh).
| Dữ liệu khí hậu của Massawa       | Dữ liệu khí hậu của Massawa | Dữ liệu khí hậu của Massawa | Dữ liệu khí hậu của Massawa | Dữ liệu khí hậu của Massawa | Dữ liệu khí hậu của Massawa | Dữ liệu khí hậu của Massawa | Dữ liệu khí hậu của Massawa | Dữ liệu khí hậu của Massawa | Dữ liệu khí hậu của Massawa | Dữ liệu khí hậu của Massawa | Dữ liệu khí hậu của Massawa | Dữ liệu khí hậu của Massawa | Dữ liệu khí hậu của Massawa |
| Tháng                             | 1                           | 2                           | 3                           | 4                           | 5                           | 6                           | 7                           | 8                           | 9                           | 10                          | 11                          | 12                          | Năm                         |
| --------------------------------- | --------------------------- | --------------------------- | --------------------------- | --------------------------- | --------------------------- | --------------------------- | --------------------------- | --------------------------- | --------------------------- | --------------------------- | --------------------------- | --------------------------- | --------------------------- |
| Trung bình ngày tối đa °C (°F)    | 29.1 (84.4)                 | 29.4 (84.9)                 | 31.8 (89.2)                 | 33.9 (93.0)                 | 36.8 (98.2)                 | 40.2 (104.4)                | 40.8 (105.4)                | 40.3 (104.5)                | 38.7 (101.7)                | 35.6 (96.1)                 | 33.1 (91.6)                 | 30.5 (86.9)                 | 35.0 (95.0)                 |
| Trung bình ngày °C (°F)           | 24.3 (75.7)                 | 24.3 (75.7)                 | 25.9 (78.6)                 | 27.9 (82.2)                 | 30.0 (86.0)                 | 33.0 (91.4)                 | 34.3 (93.7)                 | 33.9 (93.0)                 | 32.1 (89.8)                 | 29.5 (85.1)                 | 27.1 (80.8)                 | 25.2 (77.4)                 | 29.0 (84.2)                 |
| Tối thiểu trung bình ngày °C (°F) | 19.1 (66.4)                 | 19.1 (66.4)                 | 20.1 (68.2)                 | 21.8 (71.2)                 | 23.5 (74.3)                 | 25.7 (78.3)                 | 27.7 (81.9)                 | 27.5 (81.5)                 | 25.5 (77.9)                 | 23.3 (73.9)                 | 21.0 (69.8)                 | 19.7 (67.5)                 | 22.8 (73.0)                 |
| Lượng mưa trung bình mm (inches)  | 34.7 (1.37)                 | 22.2 (0.87)                 | 10.2 (0.40)                 | 3.9 (0.15)                  | 7.6 (0.30)                  | 0.4 (0.02)                  | 7.8 (0.31)                  | 7.8 (0.31)                  | 2.7 (0.11)                  | 22.4 (0.88)                 | 24.1 (0.95)                 | 39.5 (1.56)                 | 183.3 (7.23)                |
| Số ngày mưa trung bình (≥ 1.0 mm) | 3.1                         | 2.0                         | 1.6                         | 0.9                         | 0.6                         | 0.1                         | 0.5                         | 0.5                         | 0.1                         | 1.6                         | 1.4                         | 2.7                         | 15.1                        |
| Độ ẩm tương đối trung bình (%)    | 76.3                        | 75.3                        | 73.3                        | 70.5                        | 65.0                        | 53.8                        | 53.0                        | 55.6                        | 60.8                        | 66.6                        | 69.1                        | 74.5                        | 66.1                        |
| Nguồn: NOAA                       |                             |                             |                             |                             |                             |                             |                             |                             |                             |                             |                             |                             |                             |